# Orlík rudoprsý
Orlík rudoprsý (Spilornis rufipectus) je dravý pták z čeledi jestřábovitých rozšířený na indonéském ostrově Sulawesi.

## Poddruhy
Druh S. rufipectus zahrnuje dva poddruhy:
- S. r. rufipectus Gould, 1858 – ostrov Sulawesi (Celebes)
- S. r. sulaensis (Schlegel, 1866) – souostroví Banggai a Sula (u východního pobřeží ostrova Sulawesi)